# Locqueltas
Locqueltas är en kommun i departementet Morbihan i regionen Bretagne i nordvästra Frankrike. Kommunen ligger i kantonen Grand-Champ som tillhör arrondissementet Vannes. År 2022 hade Locqueltas 1 980 invånare.

## Befolkningsutveckling
Antalet invånare i kommunen Locqueltas
| Referens: INSEE |